# Algarinejo
Algarinejo è un comune spagnolo di 4 020 abitanti situato nella comunità autonoma dell'Andalusia.

## Geografia fisica
Il comune è attraversato dal fiume Genil, nel tratto compreso nel lago di Iznájar.